# Impatiens verticillata
Impatiens verticillata är en balsaminväxtart som beskrevs av Robert Wight. Impatiens verticillata ingår i släktet balsaminer, och familjen balsaminväxter. Inga underarter finns listade i Catalogue of Life.